# Currie Cup 1895
La Currie Cup de 1895 fue la tercera edición del principal torneo de rugby provincial de Sudáfrica.
Se disputó en la ciudad de Johannesburgo, entre seis seleccionados provinciales, resultando campeón el equipo de Western Province.

## Sistema de disputa
El torneo se disputó en formato liga donde cada equipo se enfrentó a los equipos restantes, obteniendo 2 puntos por victoria, 1 por empate y 0 por la derrota.

## Clasificación
| Pos. | Equipo           | Encuentros | Encuentros | Encuentros | Encuentros | Tantos | Tantos | Tantos | Puntos |
| Pos. | Equipo           | PJ         | PG         | PE         | PP         | F      | C      | Dif    | Puntos |
| ---- | ---------------- | ---------- | ---------- | ---------- | ---------- | ------ | ------ | ------ | ------ |
| 1.º  | Western Province | 5          | 5          | 0          | 0          | 73     | 10     | +63    | 10     |
| 2.º  | Griqualand West  | 5          | 4          | 0          | 1          | 71     | 16     | +55    | 8      |
| 3.º  | Transvaal        | 5          | 3          | 0          | 2          | 46     | 16     | +30    | 6      |
| 4.º  | Border           | 5          | 1          | 1          | 3          | 11     | 68     | -57    | 3      |
| 5.º  | Natal            | 5          | 1          | 0          | 4          | 17     | 66     | -49    | 2      |
| 6.º  | Eastern Province | 5          | 0          | 1          | 4          | 17     | 59     | -52    | 1      |

## Campeón
| Campeón Western Province |
| Tercer título            |